# 裴松之
裴 松之（はい しょうし、372年 - 451年）は、中国の東晋末・南朝宋初の政治家・歴史家。字は世期。本貫は河東郡聞喜県（現在の山西省運城市聞喜県）。祖父は裴昧。父は裴珪。陳寿の『三国志』の「注」を付した人物として知られる。自身の伝は『宋書』・『南史』二史にある。また、魏に仕えた裴潜の弟の裴徽の六世の孫にあたるという。子の裴駰は『史記集解』の撰者である。曾孫（裴駰の孫）には裴子野がいる。

## 経歴
8歳にして『論語』『毛詩』の内容に通じていたが、身なりはいつも簡素だった。
太元16年（391年）から殿中将軍より起家し、東晋の諸官を歴任した。義熙元年（405年）頃には、尚書祠部郎であった。
この時代、祖先の功績を称える碑の建立が流行し、事実とかけ離れた内容になっていた。そこで、碑を妄りに建てることを禁止し、内容は朝議の検閲を経るよう上奏した。義熙12年（416年）、後に南朝宋を建国する劉裕（武帝）の北伐に従い司州主簿として随行。劉裕は洛陽を奪回すると、裴松之に命じた。「裴松之は廊廟の才（国政をになう人材）だ。辺境の仕事を任せてはいけない。殷景仁とともに世子洗馬に任命することとする」。その後、零陵内史・国子博士に任じられる。
南朝宋が成立すると、元嘉3年（426年）の文帝の代になって、功績を認められて、中書侍郎・西郷侯となった。後に司隷・冀州二州の大中正に転任。元嘉6年（429年）、文帝に命じられて三国時代の歴史書『三国志』の「注」（裴注）を作った。文帝は「これは不朽となるだろう」と松之をたたえた。また、『晋記』を著述したが散逸している。
その後も大中正や永嘉郡等の地方の太守を歴任し、最終的には国子博士・太中大夫を兼任した。

## 『三国志』注について
陳寿の『三国志』は、魏、蜀漢、呉の鼎立した三国時代の歴史を魏の後継である西晋時代に著した。このため、差し障りで割愛した事項もあり、また、内容は簡潔に過ぎると考えた宋の文帝が裴松之に命じて「注」をつけさせた。こうして完成したものが文帝指示の「裴松之注」（略して「裴注」）である。
中国の歴史学において、内的、外的な史料批判に基づいて、本文の正確さを検討する方法論を意識的に採用したと思われるのは「裴注」が初であり、裴注は「補闕」（記事を補う）「備異」（本文と異なる説を引く）「懲妄」（本文及び引用史料の誤りを正す）「論弁」（史実と史書への論評）という四種の体例に基づいて付せられている。
こうした方法論に基づきながら、裴松之は『三国志』の素材の一部とも推定される、二百十種に及ぶ当時の史料文献を丁寧な史料批判の上で引用し、『三国志』は「裴注」を得て、その価値を格段に高めたとされている。また、史学史上の価値だけでなく、裴注は『三国志演義』の形成においても豊富な材料を提供し、史学史上も文学史上も『三国志』の世界を大きく発展させた。
また、追記した史料の出典を明記しているため、『三国志』の同時代やその少し後の時代にどのような史料があったか、内容も含めて知ることができ、史料著者の立場や時代によって、どのように説や主張に差異があるかを知ることもできる。当然ながら、同じ事件であっても魏側の記録と蜀漢側あるいは呉側の記録とは基調が明らかに異なっている。さらに、同時代史料と、魏の次代である西晋、さらにその後である東晋に成立した史料とでは、事件に対する受け止め方が異なるため基調が異なっている。そうした基調の変化に対する比較検討の材料を、三国志の本文に付加された「裴注」として記録に残したことで史料散逸を免れさせ、史料としての価値を高めている。
例えば魏の曹髦が殺された事件では、事件に西晋を建国した司馬氏が関わっているためか、陳寿は記述をぼかしている。裴松之は習鑿歯の『漢晋春秋』は関連諸資料の中でもっとも成立が遅いが、記録された殺害の顛末が一番まとまった内容であるとして、注の筆頭に引用し、続いて異説を挙げている。このように、付注により読者に史料の比較検討の機会を与えている。また、裴松之は自説に反する文献も注に引用しているので、裴注自体の再検討もできる。
引用されている文献は、魏・呉・蜀漢の順に多い。ただし、本文の分量に対する割合では、魏・蜀漢・呉の順となる。裴松之は東晋から禅譲を受けた宋文帝の視点から、後漢から禅譲を受け西晋に禅譲した魏を正統として扱い、三国志本文に従い、後漢宰相にとどまった曹操を太祖武帝、西晋の基（もとい）を築いた司馬懿を司馬宣王と呼んでいる。また、先生（先達史官）である陳寿に対して応分の敬意を示している。更に、陳寿に倣って諸葛亮（蜀漢丞相）に好意的な態度を示している。同様に荀彧や審配など国家や主君に忠義を尽くした人間を高く評価し、彼らへの異伝に対しては十分な反論を書き残している。『三国志演義』で採用された蜀漢についての逸話は、多くを「裴注」に拠っている。しかし、後世盛んになった講談や三国志演義などの蜀漢正統論による創作では、裴松之注の根底に見られる陳寿への敬意は引き継がれなかった（ただし、『三国志演義』は刊本によっては「晋平陽侯陳壽史傳。後學羅本貫中編次」（明の嘉靖年間の版本）と、陳寿を原作者として扱っているものがある）。

## 伝記資料
- 『宋書』巻64（列伝第24）
- 『南史』巻30

## 関連文献
- 『正史 三国志』陳寿、裴松之 注（今鷹真・井波律子・小南一郎 訳、ちくま学芸文庫全8巻、1992年 - 1993年）